# Quirnheim
Quirnheim település Németországban, Rajna-vidék-Pfalz tartományban. Lakosainak száma 789 fő (2023. december 31.).

## Népesség
A település népességének változása:
| Lakosok száma | 594  | 778  | 794  | 793  | 791  | 789  |
|               | 1975 | 2017 | 2019 | 2021 | 2022 | 2023 |